# Hüniken (Solura)
Hüniken (gsw. Hünike) – miejscowość i gmina (niem. Politische Gemeinde) w Szwajcarii, w kantonie Solura, w jednostce administracyjnej (Amtei) Bucheggberg-Wasseramt, w okręgu Wasseramt. 

## Demografia
W Hüniken mieszka 155 osób. W 2021 roku 3,9% populacji gminy stanowiły osoby urodzone poza Szwajcarią. 